# Meseret Hailu Debele
Meseret Hailu Debele (ur. 12 września 1990) – etiopska lekkoatletka specjalizująca się w biegach długodystansowych. 
Podczas mistrzostw świata w półmaratonie w Kawarnie (2012) zdobyła dwa złote medale (indywidualnie i drużynowo).
Rekordy życiowe: półmaraton – 1:06:56 (15 lutego 2013, Ras al-Chajma) były rekord Etiopii; maraton – 2:21:09 (21 października 2012, Amsterdam).  

## Osiągnięcia
| Rok  | Impreza                           | Miejsce | Konkurencja            | Lokata     | Wynik   |
| ---- | --------------------------------- | ------- | ---------------------- | ---------- | ------- |
| 2012 | Mistrzostwa świata w półmaratonie | Kawarna | półmaraton             | 1. miejsce | 1:08:55 |
| 2012 | Mistrzostwa świata w półmaratonie | Kawarna | półmaraton (drużynowo) | 1. miejsce | 3:27:52 |
| 2013 | Mistrzostwa świata                | Moskwa  | maraton                | –          | DNF     |